# دوارات مترادفة

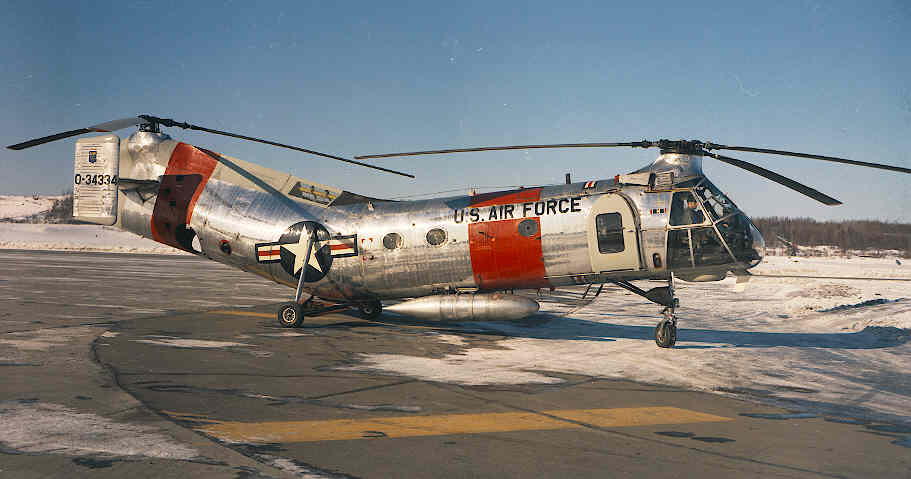
مروحية مترادفة الدوارات

دوارات مترادفة (بالإنجليزية: Tandem rotor)‏ وأحيانا تسمى دوار مزدوج، وهو نوع من المروحيات يكون لديها دواران أفقيان، بدلا من نظام دوار رئيسي ودوار خلفي أصغر.
المعروف بأن المروحية ذات الدوار رئيسي تحتاج إلى دوار خلفي صغير ليعادل عزم الحركة الملتوي الناتج من الدوار الرئيسي. أما مروحية ذات الدوار المترادف فتستخدم دوارات متعاكسة الدوران، فكل دوار يلغي عزم دوران الآخر. فريش تلك الدوارات لن تصطدم ببعضها البعض في حالة دخولها طريق الأخرى.
من مميزات هذا التشكيل بماأن لديه مجموعتين من الريش أنه قادر على حمل وزن أكثر مع ريش أقصر طولا. بالإضافة إلى أن الطاقة المستخدمة من المحرك فتستخدم كلها للرفع، بينما المروحية ذات الدوار المفرد فتستخدم جزءا من طاقتها ليعاكس عزم الدوران من خلال الدوار الخلفي. لهذا السبب فالمروحيات ذات الدوارات المترادفة تكون من أقوى المروحيات وأسرعها، ومثال على ذلك طائرة شينوك وتعتبر من أسرع المروحيات التي لا تزال بالخدمة على الإطلاق.